# Douglas Tait
Douglas Tait (Tarzana, California, 17 de diciembre de 1978) es un actor y cineasta independiente estadounidense. Tait ha interpretado personajes en varias películas, incluyendo Freddy vs. Jason, Star Trek, Zathura: A Space Adventure, Land of the Lost, Annabelle Comes Home y Hellboy.

## Primeros años de vida
Tait nació en Tarzana, California . Asistió a la escuela secundaria Bishop Alemany en Los Ángeles, California, donde jugó en el equipo de baloncesto de la escuela secundaria.

## Carrera

### Primeros trabajos
Tait dijo en una entrevista que fue elegido como un jugador de baloncesto adolescente en comerciales de televisión debido a su experiencia en el baloncesto en la escuela secundaria. Su primer papel como personaje se produjo durante la escuela secundaria cuando fue contratado para actuar como "Frankenstein" en los shows en vivo de Universal Studios Hollywood.

### Roles de personajes

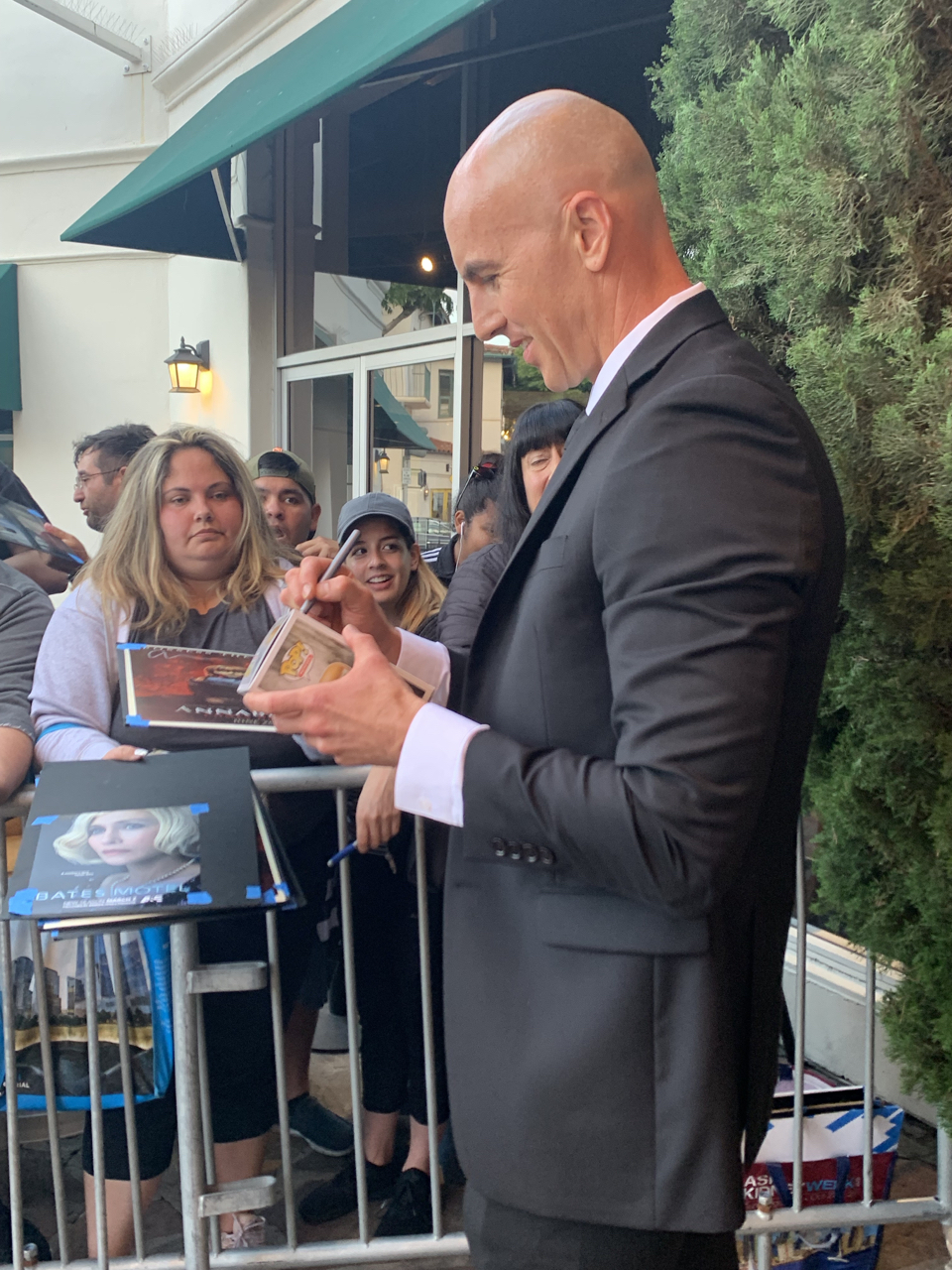
Douglas Tait firmando autógrafos en 2019

Interpretó el papel de Jason Voorhees en la escena final de Freddy vs. Jason. Fue uno de los tres individuos que desempeñaron el papel de "Zorgon" en Zathura: A Space Adventure de Jon Favreau. Interpretó el papel de "Abominog" en Knights of Badassdom y de "Gigante de Hielo" en Thor. Apareció como "Lider Sleestak" en Land of the Lost.
También interpretó a "Extraterrestre de cara larga en el bar" en Star Trek de J. J. Abrams. El maquillador Barney Burman, quien, junto con Mindy Hall y Joel Harlow, ganó el Premio Óscar en 2009 al mejor maquillaje por su trabajo en Star Trek, señaló que el trabajo que hizo Burman en el personaje de Tait, el extraterrestre de cara larga en el bar, fue especialmente complejo.
En 2009, Tait fue miembro del conjunto de especialistas de la película Indiana Jones y el reino de la calavera de cristal de 2008, que fue nominada a un premio del Sindicato de Actores en la categoría de "Mejor reparto de especialistas".
En 2014, Tait interpretó a Verlox en la serie de ABC <i>The Quest</i>. En 2015-2016, Tait interpretó a "El Patólogo" en la serie de MTV Teen Wolf.
En 2017, Tait interpretó a Skull Zerstörer en la serie Grimm de NBC. En 2018, Tait interpretó a Charon IV en Unfriended: Dark Web.
En 2019, Tait interpretó al hada Gruagach en el reinicio de Hellboy. Ese mismo año, también interpretó al hombre lobo en Annabelle Comes Home. En 2019-2022, Tait interpretó a Malivore en la serie Legacies de CW.
En 2021, Tait dirigió el largometraje Angel Baby. Ese mismo año, Tait fue el doble de Michael Myers en Halloween Kills. También interpreta al Sasquatch en los famosos comerciales de Beef Jerky de "Jack Link" desde 2015 hasta la actualidad.

#### Algunos papeles destacados
- The Quest (2014, serie de televisión) - Verlox
- Teen Wolf (2015-2016, serie de televisión) - El Patólogo
- Havenhurst (2016) - Jed
- Grimm (2016, serie de televisión) - Skull Zerstörer
- Unfriended: Dark Web (2018) - Charon IV
- Hellboy (2019) - Gruagach
- Annabelle Comes Home (2019) - Hombre lobo
- The Final Wish (2019) - Jinn
- Star Trek: Picard (2020, serie de televisión) - Tellarite
- The Girl In The Woods (201, serie de televisión) - The Brute
- Legacies (2019-2022, serie de televisión) - Malivore
- Halloween Kills (2021) - Doble de Michael Myers / The Shape

### Cine independiente
Tait fue productor ejecutivo, junto con Isabel Cueva, de In The Name of Freedom, un cortometraje de 16 minutos que apareció en el 14º Festival Anual de Cortos de Los Ángeles en 2010. Fue Selección Oficial del Festival Internacional de Cine Latino de Nueva York, ganó en la categoría de "Mejor Cortometraje Dramático" en el Festival Internacional de Cine de Mujeres de Los Ángeles 2010, y ganó la categoría "Mejor Cortometraje de Ficción" en el CINE Film and Video 2010. Competencia.
Produjo y protagonizó junto a Sally Kirkland y Tony Todd la película independiente One by One: Death's Door que, retitulada Jack The Reaper, fue elegida para su distribución por American World Pictures.
Tait también protagonizó la película independiente de 2008, The Season, que se proyectó en el Festival Internacional de Cine y Vídeo Independiente de Nueva York de 2011. La película también se proyectó en el Festival de Cine Subterráneo de Melbourne de 2008, el Festival de Cine de Terror Screamfest, el Festival Internacional de Cine ShockerFest y el Shriekfest, entre otros. En 2016, protagonizó la película de terror "The Fiancé". y el thriller sobrenatural "Good Family Times".

#### Algunos papeles destacados
- Journey To The Forbidden Valley (2017) - The Yeren
- Wild Boar (2019) - The Hunter
- Attack Of The Unknown (2020) - Maddox
- Malibu Horror Story (2021)